# 越後天然ガス
越後天然ガス株式会社（えちごてんねんガス、英: ECHIGO NATURAL GAS Co.,Ltd.）は、新潟県新潟市秋葉区に本社を置く一般ガス導管事業者、ガス小売事業者、小売電気事業者。

## 事業概要
秋葉区新津地区を拠点に、同区全域と江南区横越地区、五泉市、南蒲原郡田上町の一部を営業区域として、秋葉区新津地区、小須戸地区（田上町の一部を含む）22,301件、江南区横越地区2,690件、五泉市五泉地区、同市村松地区9,172件の、計34,163件へ都市ガスの供給を行っている。
供給する都市ガスは、石油資源開発から仕入れた新潟県産の国産天然ガス（ガス種13A）が主で、それに輸入の液化天然ガス(LNG)を混合したものである。
国産天然ガスが主のため、輸入が主である他都道府県と比べ料金が安い。
新潟市およびその近郊で同社の都市ガスが供給されているのは上記区域のみで、その他区域では北陸ガス、白根ガス、蒲原ガス、新発田ガスなど他社から供給が行われている。
特徴は、災害に強い溶接接合による鋼管・ポリエチレン管施工を優先し、低圧導管に対しても電気防食を行う等、安定供給を第一に行う点が挙げられる。
また、エネルギーミックスによるカーボンニュートラルに向け、メガソーラー事業及び新電力会社「えちてん電気」を設立している。

## 沿革
- 1932年8月 - 中蒲瓦斯株式会社設立。
- 1936年9月 - 新津天然瓦斯株式会社を吸収合併。
- 1947年1月 - 商号を越後天然瓦斯株式会社に改称。
- 1964年7月 - 商号を越後天然ガス株式会社に改称。
- 1978年10月 - 天然ガスの受入先を、帝国石油（現在のINPEX）から石油資源開発に変更。
- 2004年4月 - 中蒲原郡小須戸町（現新潟市秋葉区）の公営ガス事業を譲り受ける。
- 2005年5月 - 五泉本社･新津営業所を、新津供給所内に移転統合。
- 2009年12月 - 供給ガス種を12Aから13Aに変更。
- 2013年10月 - メガソーラー事業に着手。（五泉市より建設・運営事業者に認定）
- 2015年4月 - サステナビリティ経営に転換する。
- 2016年7月 - 地域WEBマガジン「cocomo」の掲載開始。
- 2018年10月 - 新潟市と「SDGs」締結。(第1号)
- 2018年10月 - 新潟市秋葉区と「エネルギーの面的利用(スマートグリッド)」締結。
- 2018年12月 - 五泉こども食堂オープン。
- 2019年4月 - 新潟市秋葉区公共施設に対する電力供給開始。
- 2021年3月 - 「えちてん電気」設立。民間向け電力供給開始。(アルビレックス新潟応援プラン)あり。
- 2021年6月 - 暮らしのお役立ち情報コラム･ガス器具通販サイト「モアモアショップ」の掲載開始。
- 2021年10月 - カーボンニュートラルに向け、官民学金一体となった「秋葉区みらい会議」が開始。
- 2022年8月 - 新潟市秋葉区･五泉市の歴史･文化･商店等を紹介した 秋葉本 五泉本を発行。
- 2023年10月 - 「SDGs」のゴールの1つであるジェンダー平等のため、制服(作業服)をリニューアル。